# 小行星2971
小行星2971（2971 Mohr）是一颗围绕太阳公转的小行星。1980年12月30日，安東寧·姆爾科斯在克萊季发现了此天体。
該小行星以捷克天文學家約瑟夫·M·莫爾（Josef M. Mohr）命名。
这颗小行星的绝对星等为352.7376836470165等。